# Paraechmina
Paraechmina is een geslacht van uitgestorven kreeftachtigen uit de klasse van de Ostracoda (mosselkreeftjes).

## Soorten
- Paraechmina abnormis (Ulrich, 1891) Ulrich & Bassler, 1923 †
- Paraechmina altimuralis Ulrich & Bassler, 1923 †
- Paraechmina billingsi Copeland, 1974 †
- Paraechmina bimuralis Ulrich & Bassler, 1923 †
- Paraechmina crassa Ulrich & Bassler, 1923 †
- Paraechmina cumberlandia Ulrich & Bassler, 1923 †
- Paraechmina depressa Ulrich & Bassler, 1923 †
- Paraechmina dubia Ulrich & Bassler, 1923 †
- Paraechmina inaequalis Ulrich & Bassler, 1923 †
- Paraechmina indianensis Coryell & Williamson, 1936 †
- Paraechmina intermedia Ulrich & Bassler, 1923 †
- Paraechmina lacia Wilson, 1935 †
- Paraechmina postica Ulrich & Bassler, 1923 †
- Paraechmina postmuralis Ulrich & Bassler, 1923 †
- Paraechmina punctata Ulrich & Bassler, 1923 †
- Paraechmina richardsoni Copeland, 1974 †
- Paraechmina spinosa (Hall, 1852) Ulrich & Bassler, 1923 †
- Paraechmina waldronensis Berry, 1931 †